# الدوري الإسباني الدرجة الثانية 1993–94
دوري الدرجة الثانية الإسباني 1993–94 (بالإسبانية: Segunda División de España 1993-94)‏ هو الموسم 63 من دوري الدرجة الثانية الإسباني. أشرف على تنظيمه الاتحاد الملكي الإسباني لكرة القدم، وكان عدد الأندية المشاركة فيه 20، وفاز فيه إسبانيول.